# Pabillonis
Pabillonis (en sard, Pabillonis) és un municipi italià, dins de la província de Sardenya del Sud. L'any 2007 tenia 2.978 habitants. Es troba a la regió de Monreale. Limita amb els municipis de Gonnosfanadiga, Guspini, Mogoro (OR), San Gavino Monreale, San Nicolò d'Arcidano (OR) i Sardara.

## Administració
| Període | Identitat   | Partit        |
| ------- | ----------- | ------------- |
| 2005-   | Marco Dessì | Llista cívica |